# Lukas Windra
Lukas Windra (gr. Λουκάς Βύντρα, ur. 5 lutego 1981 w Městie Albrechticach jako Lukáš Vydra) – piłkarz grecki pochodzenia czeskiego grający na pozycji środkowego obrońcy.

## Kariera klubowa
Windra urodził się w czeskich Městie Albrechticach. Jego ojciec jest Czechem, a matka Greczynką. Piłkarską karierę zawodnik rozpoczął w klubie Almopos Aridaia, w barwach którego zadebiutował w 1998 roku. W 1999 roku przeniósł się do Paniliakosu, w którym jednak nie przebił się do składu i w 2000 roku został wypożyczony do trzecioligowej Verii. W 2001 roku wrócił do Paniliakosu, w którym wywalczył miejsce w podstawowym składzie, a w 2003 roku wywalczył z nim awans do pierwszej ligi Grecji. W klubie z miasta Pyrgos grał jeszcze przez pół roku, a zespół na koniec sezonu spadł z ligi.
Na początku 2004 roku Windra przeszedł do jednej z czołowych drużyn w kraju, stołecznego Panathinaikosu. W jego barwach zadebiutował 25 stycznia w wygranych 2:1 derbach Aten z AEK Ateny. W swoim pierwszym sezonie był rezerwowym i został mistrzem Grecji (jego udział to 5 ligowych spotkań), a także zdobywcą Pucharu Grecji. Od sezonu 2004/2005 zaczął grać w pierwszym składzie, nie tylko w lidze, ale i w rozgrywkach Ligi Mistrzów. Został wicemistrzem kraju, a w 2006 oraz 2007 i 2008 roku zajmował z Panathinaikosem 3. pozycję w Alpha Ethniki. W 2007 roku wystąpił w finale krajowego pucharu, ale Panathinaikos uległ w nim 1:2 Larisie. W sezonie 2009/2010 wywalczył z Panathinaikosem dublet. W Panathinaikosie grał do 2013 roku.
Latem 2013 Wyndra przeszedł do Levante UD, a w 2015 został zawodnikiem Hapoelu Tel Awiw. W 2016 trafił do Omonii Nikozja.
| Sezon   | Klub             | Kraj      | Rozgrywki        | Mecze | Bramki |
| ------- | ---------------- | --------- | ---------------- | ----- | ------ |
| 1999/00 | Paniliakos       | Grecja    | Beta Ethniki     | 0     | 0      |
| 2000/01 | Veria FC         | Grecja    | 3. liga          | 24    | 0      |
| 2001/02 | Paniliakos       | Grecja    | Beta Ethniki     | 19    | 1      |
| 2002/03 | Paniliakos       | Grecja    | Beta Ethniki     | 29    | 2      |
| 2003/04 | Paniliakos       | Grecja    | Alpha Ethniki    | 15    | 1      |
| 2003/04 | Panathinaikos AO | Grecja    | Alpha Ethniki    | 5     | 0      |
| 2004/05 | Panathinaikos AO | Grecja    | Alpha Ethniki    | 27    | 0      |
| 2005/06 | Panathinaikos AO | Grecja    | Alpha Ethniki    | 23    | 0      |
| 2006/07 | Panathinaikos AO | Grecja    | Alpha Ethniki    | 26    | 0      |
| 2007/08 | Panathinaikos AO | Grecja    | Alpha Ethniki    | 19    | 0      |
| 2008/09 | Panathinaikos AO | Grecja    | Alpha Ethniki    | 24    | 2      |
| 2009/10 | Panathinaikos AO | Grecja    | Alpha Ethniki    | 24    | 4      |
| 2010/11 | Panathinaikos AO | Grecja    | Alpha Ethniki    | 25    | 2      |
| 2011/12 | Panathinaikos AO | Grecja    | Alpha Ethniki    | 18    | 0      |
| 2012/13 | Levante UD       | Hiszpania | Primera División | 15    | 0      |
| 2013/14 | Levante UD       | Hiszpania | Primera División | 32    | 2      |
| 2014/15 | Levante UD       | Hiszpania | Primera División | 27    | 0      |
| 2015/16 | Hapoel Tel Awiw  | Izrael    | Ligat ha’Al      | 25    | 0      |

## Kariera reprezentacyjna
W reprezentacji Grecji Windra zadebiutował 8 czerwca 2005 roku w przegranym 0:1 spotkaniu z Ukrainą – w 56. minucie zmienił Michalisa Kapsisa. W 2008 roku został powołany przez Otto Rehhagela do kadry na Euro 2008.